# Alþingishúsið
O Alþingishúsið (em português: A Casa do Parlamento) é uma estrutura clássica do século XIX que se localiza na praça Austurvöllur, no centro de Reiquiavique, na Islândia. Abriga o Alþingi, o parlamento islandês. O edifício foi projetado pelo arquiteto dinamarquês Ferdinand Meldahl e construído usando diábase cinzelada durante 1880 a 1881.
O Alþingishúsið também abrigou a Biblioteca Nacional da Islândia e uma Coleção de Antiquidades, e mais tarde a Galeria Nacional Islandêsa. A Universidade da Islândia usou o primeiro andar do edifício de 1911 a 1940, e o presidente da Islândia teve seus escritórios no edifício até 1973.
Hoje, apenas a câmara de debate, algumas pequenas salas de reuniões e os escritórios de alguns dos altos funcionários parlamentares estão realmente localizados no Alþingishúsið. As salas de reuniões dos comitês, os gabinetes dos parlamentares e a maior parte do secretariado do Alþingi estão localizados em outros edifícios ao redor da praça Austurvöllur. Atualmente, existem planos para construir um novo edifício para abrigar estes escritórios e salas de reunião numa área a oeste do Alþingishúsið, onde existe hoje um parque de estacionamento e alguns edifícios menores que estão sendo usados atualmente pelo parlamento e que serão incorporados no nova construção.